# SK Slavia Praha 2009/2010
Tento článek se podrobně zabývá sestavou a zápasy týmu SK Slavia Praha v sezoně 2009 - 2010. Slavia v ní obhajovala mistrovské tituly z Gambrinus ligy, ze sezon 2007/08 a 2008/09. Díky mistrovskému titulu se zároveň kvalifikovala do 3. předkola mistrovské části Ligy mistrů UEFA, od této sezony hrané v novém kvalifikačním formátu.
Proti FC Sheriff Tiraspol však neuspěla a po smolné domácí remíze, kdy moldavský mistr vstřelil postupový vyrovnávací gól až v nastaveném čase, přišla nejen o postup, ale i o značnou část předpokládaných příjmů. Později se ukázalo, že šlo o jeden z hlavních článků do pozdějších finančních potíží, které téměř vedly až ke krachu celého klubu.
Prohrou ve 3. předkole si Slavia "zajistila" účast ve 4. předkole, nově vzniklé soutěže zvané Evropská liga UEFA. Zde narazila na CZ Bělehrad a po vysoké domácí výhře 3:0, uhájila v odvetě postup do základní skupiny. V ní nakonec obsadila poslední 4. místo a se ziskem 3 bodů nepostoupila.
Spolu s neuspokojivými výsledky v domácí soutěži, měla tato fakta za následek, že 30. března 2010 skončil ve funkci, po více než 5 letech, hlavní trenér Karel Jarolím. Tlak ze strany fanoušků a nerozhodnost vedení klubu vyvrcholil v podání rezignace. Náhradou byl dosavadní šéf scoutingu a spolu s Jarolímem jediný muž, který dovedl od roku 1948 Slavii k mistrovskému titulu, František Cipro. Ten dovedl tým ke konečnému 7. místu v Gambrinus lize a do semifinále domácího poháru. Po sezoně však ve funkci skončil a na své místo se vrátil Karel Jarolím.

## Soupiska
| #  | Pozice | Hráč                  |
| -- | ------ | --------------------- |
| 2  | Z      | Petr Trapp            |
| 3  | O      | Milan Kopic           |
| 4  | O      | David Hubáček         |
| 6  | Z      | Hocine Ragued         |
| 7  | U      | Stanislav Vlček       |
| 8  | Z      | Petr Janda            |
| 9  | Z      | Adam Hloušek          |
| 10 | Ú      | Jan Kysela            |
| 11 | Ú      | Stanislav Tecl        |
| 13 | Z      | Milan Černý           |
| 14 | Ú      | Zdeněk Šenkeřík       |
| 15 | O      | Petr Mareš            |
| 16 | O      | Kevin Pierre Lafrance |
| 18 | Ú      | Riste Naumov          |
| 19 | O      | Matej Krajčík         |

| #  | Pozice | Hráč             |
| -- | ------ | ---------------- |
| 20 | Z      | Štěpán Koreš     |
| 21 | O      | Mirko Ivanovski  |
| 22 | O      | Benjamin Vomáčka |
| 24 | Z      | Vitali Trubila   |
| 25 | O      | Jan Hošek        |
| 26 | Z      | Jaroslav Černý   |
| 27 | Z      | Peter Grajciar   |
| 28 | B      | Martin Vaniak    |
| 29 | O      | Josef Kaufman    |
| 31 | B      | Deniss Romanovs  |
| 32 | O      | Ondřej Vaněk     |
| 33 | Z      | Filip Duranski   |
| 34 | B      | Štefan Senecký   |
|    | O      | Jan Mikula       |
|    | Z      | Tijani Belaid    |

### Změny v kádru v letním přestupovém období 2009
| Číslo | Pozice | Nár.      | Hráč             | Věk | Odkud přišel       | Do roku             | Typ                 | Cena                | Zdroj                                            |
| ----- | ------ | --------- | ---------------- | --- | ------------------ | ------------------- | ------------------- | ------------------- | ------------------------------------------------ |
| 7     | Ú      | Česko     | Stanislav Vlček  | 33  | RSC Anderlecht     | 2011+               | volný hráč          | zdarma              | iHned.cz[nedostupný zdroj]                       |
| 22    | O      | Česko     | Benjamin Vomáčka | 24  | MŠK Žilina         | 2011+               | volný hráč          | zdarma              | FotbalPortal.cz                                  |
| 24    | Z      | Bělorusko | Vitalij Trubila  | 24  | FK Baník Most      | 2013                | přestup             | —                   | FotbalPortal.cz                                  |
| 9     | Z      | Česko     | Adam Hloušek     | 20  | FK Baumit Jablonec | 2013                | přestup             | 25 mil. Kč†         | tn.cz Archivováno 4. 3. 2010 na Wayback Machine. |
| 5     | O      | Česko     | Ondřej Čelůstka  | 20  | FC Tescoma Zlín    | 2013                | přestup             | 10 mil. Kč†         | iDnes.cz                                         |
| 18    | Ú      | Makedonie | Riste Naumov     | 28  | FK Viktoria Žižkov | 2011+               | přestup             | 5,5 mil. Kč†        | iSport.cz                                        |
| 19    | O      | Slovensko | Matej Krajčík    | 31  | Reggina Calcio     | 2010                | volný hráč          | zdarma              | FotbalPortal.cz                                  |
| 6     | Ú      | Tunisko   | Hocine Ragued    | 26  | RAEC Mons          | 2013                | volný hráč          | zdarma              | Sport.cz                                         |
|       | Z      | Srbsko    | Dušan Vasiljević | 27  | FC Energie Cottbus | 2010+               | volný hráč          | zdarma              | Slávistické noviny                               |
|       | Ú      | Makedonie | Goce Toleski     | 32  | FK Mladá Boleslav  | návrat z hostování  | návrat z hostování  | návrat z hostování  | –                                                |
| 14    | Ú      | Česko     | Zdeněk Šenkeřík  | 28  | Stabæk Fotball     | návrat z hostování  | návrat z hostování  | návrat z hostování  | –                                                |
| 30    | Ú      | Česko     | Rudolf Skácel    | 30  | Southampton FC     | příchod jako amatér | příchod jako amatér | příchod jako amatér | Deník.cz                                         |
|       | Z      | Česko     | Martin Abraham   | 30  | AEK Larnaka        | návrat z hostování  | návrat z hostování  | návrat z hostování  | –                                                |

Poznámky:   —   = nezveřejněno (dohoda mezi kluby),   †   = odhadovaná cena,   +   = opce na prodloužení smlouvy
| Číslo | Pozice | Nár.  | Hráč         | Věk |
| ----- | ------ | ----- | ------------ | --- |
| 26    | O      | Česko | Petr Mareš   | 18  |
| 21    | Z      | Česko | Štěpán Koreš | 20  |
|       | Z      | Česko | Ondřej Vaněk | 19  |

| Číslo | Pozice | Nár.       | Hráč              | Věk | Kam odešel           | Typ                             | Cena                            | Zdroj           |
| ----- | ------ | ---------- | ----------------- | --- | -------------------- | ------------------------------- | ------------------------------- | --------------- |
| 28    | Ú      | Česko      | Pavel Fořt        | 25  | FC Toulouse          | konec hostování                 | konec hostování                 | –               |
| 30    | Ú      | Itálie     | Gianluca Litteri  | 21  | FC Internazionale    | konec hostování                 | konec hostování                 | –               |
| 18    | Z      | Slovensko  | Dušan Švento      | 23  | FC Red Bull Salzburg | přestup                         | 54 mil. Kč†                     | Aktuálně.cz     |
| 3     | O      | Česko      | Erich Brabec      | 23  | Ankaraspor AŞ        | rozvázání smlouvy               | rozvázání smlouvy               | Mediafax        |
| 10    | Z      | Česko      | Marek Jarolím     | 24  | FK Baumit Jablonec   | přestup                         | —                               | FotbalPortal.cz |
|       | Z      | Česko      | Jan Kovařík       | 21  | FK Baumit Jablonec   | součást výměny za Adama Hlouška | součást výměny za Adama Hlouška | –               |
|       | Z      | Česko      | Tomáš Jablonský   | 22  | FK Baumit Jablonec   | součást výměny za Adama Hlouška | součást výměny za Adama Hlouška | –               |
| 12    | O      | Česko      | František Dřížďal | 30  | 1. FC Brno           | konec smlouvy                   | zdarma                          | FotbalPortal.cz |
| 22    | B      | Česko      | Jakub Diviš       | 30  | 1. FC Tatran Prešov  | hostování ½ roku+               | zdarma                          | –               |
| 20    | Ú      | Slovensko  | Milan Ivana       | 25  | ŠK Slovan Bratislava | přestup                         | —                               | iDnes.cz        |
| 24    | Ú      | Česko      | Aleš Besta        | 26  | Górnik Zabrze        | hostování ½ roku                | —                               | iDnes.cz        |
| 5     | O      | Chorvatsko | Ronald Šiklić     | 28  | České Budějovice     | hostování ½ roku                | —                               | –               |

Poznámky:   —   = nezveřejněno (dohoda mezi kluby),   †   = odhadovaná cena,   +   = opce na prodloužení smlouvy
| Pozice | Nár.  | Hráč                   | Věk | Odkud přišel      | Typ                                | Kam odešel                         | Zdroj    |
| ------ | ----- | ---------------------- | --- | ----------------- | ---------------------------------- | ---------------------------------- | -------- |
| Z      | Česko | Lukáš Vácha            | 20  | FC Slovan Liberec | prodloužení hostování o 1 rok      | prodloužení hostování o 1 rok      | –        |
| O      | Česko | Theodor Gebre Selassie | 22  | FC Slovan Liberec | uplatnění opce z hostování 2008/09 | uplatnění opce z hostování 2008/09 | –        |
| B      | Česko | Michal Vorel           | 34  | FK Dukla Praha    | přestup                            | FK Mladá Boleslav                  | tn.cz    |
| Z      | Česko | Martin Abraham         | 30  | AEK Larnaka       | hostování ½ roku                   | FC Tescoma Zlín                    | iDnes.cz |

### Změny v kádru v zimním přestupovém období 2009/2010
| Číslo | Pozice | Nár.      | Hráč                  | Věk | Odkud přišel        | Do roku           | Typ               | Cena | Zdroj                                             |
| ----- | ------ | --------- | --------------------- | --- | ------------------- | ----------------- | ----------------- | ---- | ------------------------------------------------- |
| 10    | Ú      | Česko     | Jan Kysela            | 24  | FK Mladá Boleslav   | hostování ½ roku+ | hostování ½ roku+ | —    | iHNED.cz[nedostupný zdroj]                        |
| 11    | Ú      | Česko     | Stanislav Tecl        | 19  | FC Vysočina Jihlava | hostování ½ roku+ | hostování ½ roku+ | —    | iSport.cz                                         |
| 3     | O      | Česko     | Milan Kopic           | 24  | SC Heerenveen       | hostování ½ roku  | hostování ½ roku  | —    | iSport.cz                                         |
| 21    | O      | Makedonie | Mirko Ivanovski       | 20  | Makedonija Skopje   | hostování ½ roku+ | hostování ½ roku+ | —    | iHNED.cz[nedostupný zdroj]                        |
| 34    | B      | Slovensko | Štefan Senecký        | 30  | Ankaragücü          | hostování ½ roku+ | hostování ½ roku+ | —    | Sport.cz                                          |
| 16    | O      | Francie   | Kevin Pierre Lafrance | 20  | FK Baník Most       | hostování ½ roku+ | hostování ½ roku+ | —    | tn.cz Archivováno 16. 3. 2010 na Wayback Machine. |

Poznámky:   —   = nezveřejněno (dohoda mezi kluby),   †   = odhadovaná cena,   +   = opce na prodloužení smlouvy
| Číslo | Pozice | Nár.      | Hráč           | Věk |
| ----- | ------ | --------- | -------------- | --- |
| 33    | Ú      | Makedonie | Filip Duranski | 18  |
|       | O      | Česko     | Jan Mikula     |     |

| sezóna  | stát   | jméno            | kam odešel                 | poznámka                  |
| ------- | ------ | ---------------- | -------------------------- | ------------------------- |
| 2009/10 | Guinea | Amadou Cissé     | Bohemians 1905             |                           |
| 2009/10 | Česko  | Martin Abraham   | FC Tescoma Zlín            |                           |
| 2009/10 | Česko  | Rudolf Skácel    | AS Larissa                 | konec amatérské smlouvy   |
| 2009/10 | Česko  | Tomáš Pekhart    | Tottenham Hotspur          | návrat z hostování        |
| 2009/10 | Česko  | Libor Tafat      | FK Mladá Boleslav          | hostování                 |
| 2009/10 | Česko  | Marek Suchý      | FC Spartak Moskva          | roční hostování           |
| 2009/10 | Česko  | Vladimír Šmicer  | šipka vpravo               | ukončil kariéru           |
| 2009/10 | Česko  | Ondřej Čelůstka  | U.S. Cittá di Palermo      | půlroční hostování        |
| 2009/10 | Česko  | Ladislav Volešák | SK Dynamo České Budějovice | půlroční hostování s opcí |
| 2009/10 | Česko  | Jakub Diviš      | Tatran Prešov              |                           |
| 2009/10 | Česko  | Jan Hanuš        | FC Hlučín                  | půlroční hostování        |
| 2009/10 | Srbsko | Dušan Vasiljević | šipka vpravo               | rozvázání smlouvy         |

| Pozice | Nár.       | Hráč          | Věk | Odkud přišel         | Typ                                | Kam odešel                         | Zdroj |
| ------ | ---------- | ------------- | --- | -------------------- | ---------------------------------- | ---------------------------------- | ----- |
| O      | Chorvatsko | Ronald Šiklić | 29  | Dynamo Č. Budějovice | hostování ½ roku                   | FC Hlučín                          | -     |
| B      | Česko      | Jakub Diviš   | 24  | 1. FC Tatran Prešov  | uplatnění opce z hostování 2009/10 | uplatnění opce z hostování 2009/10 | -     |

#### Neúspěšně testovaní hráči – zima 2009/2010
- záložník, Sergej Kisliak (z týmu FC Dinamo Minsk)

### Rezervní tým
V této sezoně působila SK Slavia Praha "B" v České fotbalové lize (ČFL).
| #  | Pozice | Hráč              |
| -- | ------ | ----------------- |
| 22 | B      | Martin Berkovec   |
|    | B      | Jan Hanuš         |
|    | B      | Pavol Vaculčiak   |
|    | O      | Stanislav Komínek |
|    | O      | Martin Dostál     |
|    | O      | Marek Kindel      |
|    | O      | Pavel Čmovš       |
|    | O      | Petr Mareš        |
|    | O      | Lukáš Palko       |
|    | O      | Michal Procházka  |
| 14 | O      | Jaroslav Starý    |
|    | O      | Petr Zieris       |
|    | Z      | Petr Kolařík      |

| #  | Pozice | Hráč              |
| -- | ------ | ----------------- |
| 12 | Z      | Štěpán Koreš      |
|    | Z      | Zoran Milutinović |
|    | Z      | Vojtěch Přeučil   |
|    | Z      | Štěpán Šimeček    |
|    | Z      | Ondřej Vaněk      |
|    | Ú      | Vít Balcar        |
|    | Ú      | Radek Gulajev     |
| 11 | Ú      | Petr Hošek        |
|    | Ú      | Petr Novotný      |
|    | Ú      | Jan Pázler        |
|    | Ú      | Pavel Vyhnal      |
|    | Ú      | Jan Zákostelský   |
| 33 | Z      | James Dens        |

## Hráčské statistiky
Aktuální ke konci sezony 2009 – 2010
|        |                   |                        | Liga a Pohár ČMFS | Liga a Pohár ČMFS | Liga a Pohár ČMFS | Liga a Pohár ČMFS | Liga a Pohár ČMFS | Evropské poháry | Evropské poháry | Evropské poháry | Evropské poháry | Evropské poháry | Přátelsky | Přátelsky   | Přátelsky | Přátelsky | Přátelsky |
| Pozice | Národnost         | Jméno                  | Zápasy            | Čistá konta       | Minuty            |                   | Vyloučení         | Zápasy          | Čistá konta     | Minuty          |                 | Vyloučení       | Zápasy    | Čistá konta | Minuty    |           | Vyloučení |
| B      | Lotyšsko          | Deniss Romanovs        | 6                 | 2                 | 538               | 0                 | 0                 | 3               | 1               | 208             | 0               | 0               | 10        | 4           | 500       | 0         | 0         |
| B      | Česko             | Martin Vaniak          | 25                | 8                 | 2163              | 0                 | 0                 | 5               | 0               | 422             | 0               | 0               | 8         | 6           | 420       | 0         | 0         |
| B      | Slovensko         | Štefan Senecký±        | 4                 | 2                 | 360               | 0                 | 0                 | 0               | 0               | 0               | 0               | 0               | 1         | 1           | 45        | 0         | 0         |
| B      | Česko             | Jan Hanuš†             | 5                 | 1                 | 450               | 0                 | 0                 | 3               | 2               | 270             | 0               | 0               | 8         | 2           | 435       | 0         | 0         |
| Pozice | Národnost         | Jméno                  | Zápasy            | Gól               | Minuty            |                   | Vyloučení         | Zápasy          | Gól             | Minuty          |                 | Vyloučení       | Zápasy    | Gól         | Minuty    |           | Vyloučení |
| O      | Česko             | David Hubáček          | 29                | 0                 | 2477              | 2                 | 0                 | 8               | 0               | 720             | 2               | 0               | 20        | 0           | 1073      | 0         | 0         |
| O      | Česko             | Jan Hošek              | 6                 | 0                 | 452               | 2                 | 0                 | 1               | 0               | 90              | 0               | 0               | 15        | 0           | 602       | 0         | 0         |
| O      | Slovensko         | Peter Grajciar         | 27                | 4                 | 1826              | 1                 | 0                 | 6               | 1               | 395             | 1               | 0               | 19        | 5           | 890       | 0         | 0         |
| O      | Česko             | Benjamin Vomáčka       | 16                | 0                 | 1440              | 2                 | 0                 | 7               | 0               | 630             | 1               | 0               | 9         | 0           | 546       | 0         | 0         |
| O      | Brazílie          | James Dens             | 5                 | 1                 | 283               | 0                 | 0                 | 0               | 0               | 0               | 0               | 0               | 4         | 0           | 230       | 0         | 0         |
| O      | Bělorusko         | Vitali Trubila         | 14                | 0                 | 710               | 1                 | 0                 | 2               | 0               | 153             | 0               | 0               | 11        | 0           | 538       | 1         | 0         |
| O      | Slovensko         | Matej Krajčík          | 36                | 1                 | 3086              | 7                 | 1                 | 8               | 0               | 487             | 0               | 0               | 15        | 0           | 737       | 0         | 0         |
| O      | Česko             | Josef Kaufman          | 2                 | 0                 | 23                | 0                 | 0                 | 0               | 0               | 0               | 0               | 0               | 0         | 0           | 0         | 0         | 0         |
| O      | Česko             | Jaroslav Starý         | 3                 | 0                 | 238               | 1                 | 0                 | 0               | 0               | 0               | 0               | 0               | 0         | 0           | 0         | 0         | 0         |
| O      | Česko             | Milan Kopic±           | 12                | 0                 | 1022              | 5                 | 0                 | 0               | 0               | 0               | 0               | 0               | 5         | 1           | 331       | 0         | 0         |
| O      | Česko             | Marek Suchý†           | 18                | 0                 | 1620              | 2                 | 0                 | 9               | 0               | 810             | 1               | 0               | 7         | 0           | 406       | 0         | 0         |
| O      | Česko             | Ondřej Čelůstka†       | 15                | 1                 | 1305              | 3                 | 0                 | 9               | 0               | 782             | 0               | 0               | 11        | 1           | 442       | 0         | 0         |
| O      | Česko             | Petr Mareš             | 1                 | 0                 | 90                | 1                 | 0                 | 0               | 0               | 0               | 0               | 0               | 0         | 0           | 0         | 0         | 0         |
| O      | Francie           | Kevin Pierre Lafrance± | 7                 | 0                 | 470               | 0                 | 0                 | 0               | 0               | 0               | 0               | 0               | 3         | 0           | 225       | 0         | 0         |
| Pozice | Národnost         | Jméno                  | Zápasy            | Gól               | Minuty            |                   | Vyloučení         | Zápasy          | Gól             | Minuty          |                 | Vyloučení       | Zápasy    | Gól         | Minuty    |           | Vyloučení |
| Z      | Česko             | Adam Hloušek           | 17                | 6                 | 1550              | 1                 | 0                 | 10              | 1               | 883             | 1               | 0               | 18        | 1           | 928       | 0         | 0         |
| Z      | Česko             | Petr Janda             | 26                | 1                 | 1669              | 4                 | 0                 | 8               | 1               | 536             | 1               | 0               | 18        | 6           | 797       | 0         | 0         |
| Z      | Česko             | Jaroslav Černý         | 19                | 5                 | 1236              | 1                 | 0                 | 4               | 0               | 359             | 0               | 0               | 6         | 1           | 304       | 0         | 0         |
| Z      | Česko             | Petr Trapp             | 24                | 4                 | 2107              | 3                 | 0                 | 3               | 0               | 225             | 3               | 0               | 17        | 2           | 735       | 0         | 0         |
| Z      | Tunisko · Francie | Hocine Ragued          | 28                | 0                 | 2204              | 3                 | 0                 | 8               | 0               | 678             | 2               | 1               | 9         | 0           | 486       | 0         | 0         |
| Z      | Tunisko · Francie | Tijani Belaid          | 17                | 2                 | 1063              | 1                 | 0                 | 8               | 1               | 416             | 0               | 0               | 6         | 1           | 253       | 0         | 0         |
| Z      | Česko             | Milan Černý            | 17                | 1                 | 1220              | 4                 | 0                 | 2               | 0               | 106             | 1               | 0               | 2         | 0           | 135       | 0         | 0         |
| Z      | Srbsko            | Dušan Vasiljević†      | 12                | 2                 | 639               | 2                 | 0                 | 3               | 0               | 121             | 0               | 0               | 8         | 3           | 236       | 0         | 0         |
| Z      | Česko             | Štěpán Koreš           | 6                 | 0                 | 334               | 0                 | 0                 | 1               | 0               | 18              | 0               | 0               | 5         | 0           | 82        | 0         | 0         |
| Z      | Česko             | Jan Kysela±            | 10                | 0                 | 694               | 0                 | 0                 | 0               | 0               | 0               | 0               | 0               | 8         | 1           | 306       | 0         | 0         |
| Z      | Česko             | Ladislav Volešák†      | 10                | 1                 | 654               | 1                 | 0                 | 5               | 0               | 290             | 1               | 0               | 9         | 1           | 363       | 0         | 0         |
| Z      | Česko             | Rudolf Skácel†         | 8                 | 3                 | 715               | 5                 | 0                 | 0               | 0               | 0               | 0               | 0               | 0         | 0           | 0         | 0         | 0         |
| Z      | Česko             | Vladimír Šmicer†       | 4                 | 0                 | 194               | 2                 | 0                 | 1               | 0               | 4               | 1               | 0               | 0         | 0           | 0         | 0         | 0         |
| Z      | Česko             | Marek Jarolím†         | 1                 | 1                 | 17                | 0                 | 0                 | 2               | 0               | 128             | 0               | 0               | 8         | 2           | 376       | 0         | 0         |
| Z      | Česko             | Ondřej Vaněk           | 2                 | 0                 | 107               | 0                 | 0                 | 0               | 0               | 0               | 0               | 0               | 2         | 0           | 110       | 0         | 0         |
| Pozice | Národnost         | Jméno                  | Zápasy            | Gól               | Minuty            |                   | Vyloučení         | Zápasy          | Gól             | Minuty          |                 | Vyloučení       | Zápasy    | Gól         | Minuty    |           | Vyloučení |
| Ú      | Česko             | Stanislav Vlček        | 29                | 2                 | 1920              | 1                 | 0                 | 8               | 3               | 417             | 0               | 0               | 12        | 4           | 612       | 0         | 0         |
| Ú      | Česko             | Zdeněk Šenkeřík        | 32                | 5                 | 1429              | 1                 | 0                 | 8               | 2               | 460             | 2               | 1               | 18        | 7           | 673       | 0         | 0         |
| Ú      | Makedonie         | Riste Naumov           | 19                | 3                 | 1032              | 1                 | 0                 | 5               | 1               | 181             | 0               | 0               | 11        | 2           | 471       | 0         | 0         |
| Ú      | Makedonie         | Goce Toleski           | 1                 | 0                 | 45                | 1                 | 0                 | 0               | 0               | 0               | 0               | 0               | 0         | 0           | 0         | 0         | 0         |
| Ú      | Česko             | Stanislav Tecl±        | 4                 | 0                 | 193               | 1                 | 0                 | 0               | 0               | 0               | 0               | 0               | 6         | 2           | 254       | 0         | 0         |
| Ú      | Makedonie         | Mirko Ivanovski±       | 14                | 3                 | 656               | 4                 | 0                 | 0               | 0               | 0               | 0               | 0               | 4         | 2           | 180       | 0         | 0         |
| Ú      | Česko             | Libor Tafat†           | 2                 | 0                 | 19                | 0                 | 0                 | 1               | 0               | 5               | 0               | 0               | 7         | 2           | 311       | 0         | 0         |
| Ú      | Česko             | Jan Zákostelský        | 2                 | 1                 | 87                | 0                 | 0                 | 0               | 0               | 0               | 0               | 0               |           |             |           | 0         | 0         |

| TESTOVANÍ HRÁČI | TESTOVANÍ HRÁČI                | TESTOVANÍ HRÁČI   | Přátelsky | Přátelsky         | Přátelsky | Přátelsky | Přátelsky | TESTOVANÍ HRÁČI | TESTOVANÍ HRÁČI | TESTOVANÍ HRÁČI | Přátelsky | Přátelsky         | Přátelsky | Přátelsky | Přátelsky |
| P               | N                              | Jméno             | Zápasy    | Gól · Čistá konta | Min.      |           | Vyloučení | P               | N               | Jméno           | Zápasy    | Gól · Čistá konta | Min.      |           | Vyloučení |
| Ú               | Slovensko                      | Milan Ivana       | 4         | 0                 | 185       | 0         | 0         | Z               | Guinea          | Amadou Cissé    | 2         | 0                 | 44        | 0         | 0         |
| B               | Brazílie                       | Ricardo Vilar     | 2         | 2                 | 90        | 0         | 0         | O               | Česko           | Daniel Nešpor   | 3         | 0                 | 188       | 0         | 0         |
| Z               | Konžská demokratická republika | Christian Kinkela | 1         | 0                 | 45        | 0         | 0         | Z               | Brazílie        | Anderson Kanú   | 3         | 0                 | 157       | 0         | 0         |
| Ú               | Jižní Korea                    | Kang Soo-Il       | 2         | 0                 | 109       | 0         | 0         | Ú               | Česko           | Tomáš Pekhart   | 1         | 0                 | 29        | 0         | 0         |
| Z               | Bělorusko                      | Sergei Kisliak    | 1         | 1                 | 45        | 0         | 0         | B               | Česko           | Jakub Diviš     | 1         | 0                 | 45        | 0         | 0         |
| Z               | Makedonie                      | Filip Duranski    | 10        | 0                 | 337       | 0         | 0         | Z               | Chorvatsko      | Mato Ivanović   | 1         | 0                 | 15        | 0         | 0         |
| O               | Česko                          | Jan Mikula        | 4         | 0                 | 157       | 0         | 0         |                 |                 |                 |           |                   |           |           |           |

Vysvětlivky: † = odehrál pouze podzimní část, ± = odehrál pouze jarní část.

### Střelci
| Poz. | Nár.      | Hráč             | Góly | Gamb. liga | Ond. Cup | Liga mistrů | Evropská liga |
| ---- | --------- | ---------------- | ---- | ---------- | -------- | ----------- | ------------- |
| Z    | Česko     | Adam Hloušek     | 7    | 5          | 1        | 1           | –             |
| Ú    | Česko     | Zdeněk Šenkeřík  | 7    | 4          | 1        | –           | 2             |
| Z    | Slovensko | Peter Grajciar   | 5    | 4          | –        | –           | 1             |
| Z    | Česko     | Jaroslav Černý   | 5    | 3          | 2        | –           | –             |
| Ú    | Česko     | Stanislav Vlček  | 5    | 2          | –        | –           | 3             |
| Ú    | Makedonie | Riste Naumov     | 4    | 3          | –        | –           | 1             |
| Z    | Česko     | Petr Trapp       | 4    | 3          | 1        | –           | –             |
| Z    | Česko     | Rudolf Skácel    | 3    | 3          | –        | –           | –             |
| Ú    | Makedonie | Mirko Ivanovski  | 3    | 3          | –        | –           | –             |
| Z    | Tunisko   | Tijani Belaid    | 3    | 1          | 1        | –           | 1             |
| Z    | Česko     | Petr Janda       | 2    | 1          | –        | –           | 1             |
| Z    | Slovensko | Dušan Vasiljević | 2    | –          | 2        | –           | –             |
| O    | Slovensko | Matej Krajčík    | 1    | 1          | –        | –           | –             |
| Z    | Česko     | Marek Jarolím    | 1    | 1          | –        | –           | –             |
| O    | Česko     | Ondřej Čelůstka  | 1    | 1          | –        | –           | –             |
| O    | Brazílie  | James Dens       | 1    | 1          | –        | –           | –             |
| Ú    | Česko     | Jan Zákostelský  | 1    | 1          | –        | –           | –             |
| Z    | Česko     | Ladislav Volešák | 1    | –          | 1        | –           | –             |
| Z    | Česko     | Milan Černý      | 1    | –          | 1        | –           | –             |
|      |           | soupeřův vlastní | 1    | –          | 1        | –           | –             |
|      |           | Celkem           | 58   | 37         | 11       | 1           | 9             |

Poslední úprava: ke konci sezony.

## Zápasy v sezoně 2009/10

### Letní přípravné zápasy
| Datum      | Soupeř                  | Místo                | Výsledek | Střelci Slavie                                          |
| ---------- | ----------------------- | -------------------- | -------- | ------------------------------------------------------- |
| 28/06/2009 | FC Hradec Králové       | Chlumec nad Cidlinou | 3-2      | 20' Janda, 41' Tafat, 70' Šenkeřík                      |
| 02/07/2009 | SK Kladno               | Eden, Praha          | 4-0      | 27' Trapp, 29' Tafat, 37' (pen.) J. Černý, 64' Šenkeřík |
| 04/07/2009 | FK Viktoria Žižkov      | Čelákovice           | 1-0 1    | 18' (pen) Jarolím                                       |
| 04/07/2009 | 1. FC Brno              | Čelákovice           | 5-1 2    | 15', 67' Grajciar, 11' Vlček, 28' Janda, 48' Šenkeřík   |
| 08/07/2009 | SK Dynamo Č. Budějovice | Nová Včelnice        | 1-0 3    | 55' Vlček                                               |
| 08/07/2009 | 1. FC Brno              | Nová Včelnice        | 0-1 4    | [ 9 ]                                                   |
| 11/07/2009 | FK Baník Most           | Most                 | 2-0      | 73' Vasiljević, 78' Belaid                              |
| 14/07/2009 | SC Freiburg             | Schruns, Rakousko    | 2-2      | 24' Vlček, 84' Jarolím                                  |
| 16/07/2009 | MKE Ankaragücü          | Jenbach, Rakousko    | 1-2      | 20' Volešák                                             |

 1  Semifinále turnaje O pohár starosty města Čelákovic (hráno na 2 x 35 minut)
 2  Finále turnaje O pohár starosty města Čelákovic (hráno na 2 x 40 minut). Slavia získala 3. prvenství v turnaji (2006, 2007, 2009).
 3  Semifinále turnaje O pohár města Nová Včelnice (hráno na 2 x 30 minut)
 4  Finále turnaje O pohár města Nová Včelnice (hráno na 2 x 35 minut)

### Zimní přípravné zápasy
| Fortuna Víkend šampionů 2010 |                      |                            |          |                                                        |
| Datum                        | Soupeř               | Místo                      | Výsledek | Střelci Slavie                                         |
| Základní skupina             | ŠK Slovan Bratislava | O2 arena, Praha 09/01/2010 | 3-2      | 25' Vasiljević, 27' Šenkeřík, 28' Čelůstka             |
| Základní skupina             | FC Slovan Liberec    | O2 arena, Praha 09/01/2010 | 4-5      | 4' Šenkeřík, 15' Trapp, 21' Hloušek, 29' Vaněk         |
| Semifinále                   | MŠK Žilina           | O2 arena, Praha 09/01/2010 | 5-2      | 14', 17', 22' Petr Janda, 10' Grajciar, 21' Vasiljević |
| Finále                       | ŠK Slovan Bratislava | O2 arena, Praha 09/01/2010 | 1-5      | 25' Šenkeřík                                           |

Pozn.: Fortuna Víkend šampionů je specifický halový turnaj, který se hraje na hřišti s umělotravnatým povrchem o rozměrech futsalového hřiště. Hraje se 2x 15 minut na branky o rozměrech 2x3 m s 5+1 hráči v poli s libovolným střídáním. Tohoto ročníku se účastnilo 6 českých a slovenských velkoklubů, rozdělených do dvou trojčlenných základních skupin, z nichž dva postupovali do semifinále.
| Datum      | Soupeř                  | Místo                 | Výsledek | Střelci Slavie                                      |
| ---------- | ----------------------- | --------------------- | -------- | --------------------------------------------------- |
| 20/01/2010 | FC Bohemians Praha      | Eden, Praha           | 4-1      | 3' (vl.), 17' Tecl, 52' Ivanovski, 71' Naumov       |
| 22/01/2010 | FC Vysočina Jihlava     | Eden, Praha           | 4-1      | 3' Grajciar, 56' Vasiljević, 72' Janda, 82' Kisliak |
| 27/01/2010 | SK Dynamo Č. Budějovice | Eden, Praha           | 2-1      | 20' Kopic, 38' Vlček                                |
| 30/01/2010 | FK Baumit Jablonec      | Eden, Praha           | 0-1      | [ 16 ]                                              |
| 03/02/2010 | FC Spartak Trnava       | Nymburk               | 2-1      | 49' Kysela, 52' Naumov                              |
| 05/02/2010 | MFK Petržalka           | Eden, Praha           | 1-0      | 54' Tecl                                            |
| 10/02/2010 | UD Las Palmas           | Maspalomas, Španělsko | 1-0      | 71' Ivanovski                                       |
| 11/02/2010 | UD Vecindario           | Maspalomas, Španělsko | 2-2      | 58' Šenkeřík, 71' Grajciar                          |
| 17/02/2010 | FC Hradec Králové       | Eden, Praha           | 1-1      | 88' Ivanovski                                       |
| 20/02/2010 | FK Ústí nad Labem       | Strahov, Praha        | 1-1      | 55' Šenkeřík                                        |

### Souhrn působení v soutěžích
| Soutěž             | Fáze startu | Momentální pozice/ kolo | Konečná pozice/ kolo | První zápas       | Poslední zápas    |
| ------------------ | ----------- | ----------------------- | -------------------- | ----------------- | ----------------- |
| 1. Gambrinus liga  | —           | —                       | 7. místo             | 25. července 2009 | 15. května 2010   |
| Ondrášovka Cup     | 2. kolo     | —                       | Semifinále           | 3. září 2009      | 28. dubna 2010    |
| Liga mistrů UEFA   | 3. předkolo | —                       | 3. předkolo          | 29. července 2009 | 5. srpna 2009     |
| Evropská liga UEFA | 4. předkolo | —                       | Základní skupina     | 20. srpna 2009    | 17. prosince 2009 |

Poslední úprava: 31. května 2010 (ke konci sezony).

### Gambrinus liga

#### Ligová tabulka
| Poř. | Tým               | Z  | V  | R  | P  | VG | OG | B  |
| ---- | ----------------- | -- | -- | -- | -- | -- | -- | -- |
| 5.   | FC Viktoria Plzeň | 30 | 12 | 12 | 6  | 42 | 33 | 48 |
| 6.   | SK Sigma Olomouc  | 30 | 14 | 5  | 11 | 49 | 36 | 47 |
| 7.   | SK Slavia Praha   | 30 | 11 | 8  | 11 | 37 | 35 | 41 |
| 8.   | FK Mladá Boleslav | 30 | 11 | 6  | 13 | 47 | 41 | 39 |
| 9.   | FC Slovan Liberec | 30 | 10 | 7  | 13 | 34 | 39 | 37 |

Poslední úprava: Ke konci sezony.

Vysvětlivky: Z = Zápasy; V = Výhry; R = Remízy; P = Prohry; VG = Vstřelené góly; OG = Obdržené góly; B = Body.
| Celkem | Celkem | Celkem | Celkem | Celkem | Celkem | Celkem | Celkem | Doma (8. místo) | Doma (8. místo) | Doma (8. místo) | Doma (8. místo) | Doma (8. místo) | Doma (8. místo) | Venku (8. místo) | Venku (8. místo) | Venku (8. místo) | Venku (8. místo) | Venku (8. místo) | Venku (8. místo) |
| Z      | V      | R      | P      | VG     | OG     | GR     | Body   | V               | R               | P               | VG              | OG              | Body            | V                | R                | P                | VG               | OG               | Body             |
| ------ | ------ | ------ | ------ | ------ | ------ | ------ | ------ | --------------- | --------------- | --------------- | --------------- | --------------- | --------------- | ---------------- | ---------------- | ---------------- | ---------------- | ---------------- | ---------------- |
| 30     | 11     | 8      | 11     | 37     | 35     | +2     | 41     | 7               | 4               | 4               | 23              | 14              | 25              | 4                | 4                | 7                | 14               | 21               | 16               |

Poslední úprava: Ke konci sezony.

#### Kolo po kole
| Kolo     | 1 | 2  | 3 | 4 | 5 | 6 | 7 | 8 | 9 | 10 | 11 | 12 | 13 | 14 | 15 | 16 | 17 | 18 | 19 | 20 | 21 | 22 | 23 | 24 | 25 | 26 | 27 | 28 | 29 | 30 |
| -------- | - | -- | - | - | - | - | - | - | - | -- | -- | -- | -- | -- | -- | -- | -- | -- | -- | -- | -- | -- | -- | -- | -- | -- | -- | -- | -- | -- |
| Hřiště   | D | V  | D | V | V | D | V | D | V | D  | V  | D  | V  | D  | V  | D  | V  | D  | D  | V  | D  | V  | D  | V  | D  | V  | D  | V  | D  | V  |
| Výsledek | R | P  | V | V | R | V | R | V | R | P  | V  | P  | P  | R  | R  | V  | V  | V  | R  | P  | P  | P  | V  | P  | R  | P  | V  | P  | P  | V  |
| Pozice   | 4 | 12 | 8 | 5 | 6 | 3 | 5 | 3 | 3 | 6  | 5  | 6  | 7  | 7  | 8  | 7  | 5  | 5  | 6  | 6  | 6  | 8  | 7  | 8  | 8  | 8  | 8  | 8  | 8  | 7  |

Poslední úprava: Ke konci sezony.

Hřiště: D = Domácí; V = Venkovní. Výsledek: V = Výhra; P = Prohra; R = Remíza

#### Podzimní část
| 1. kolo 25. července 2009 | SK Slavia Praha   | 1 – 1 | FK Mladá Boleslav   | Eden, Praha                        |  |  |
| 18:15 CET                 | Marek Jarolím 79' |       | 68' Alexandre Mendy | Diváci: 13 456 Rozhodčí: Jiří Adam |  |  |
|                           |                   |       |                     |                                    |  |  |

| 2. kolo 2. srpna 2009 | 1. FC Brno                         | 2 – 0 | SK Slavia Praha | Městský fotbalový stadion Srbská, Brno |  |  |
| 17:00 CET             | Michael Rabušic 7' Tomáš Došek 12' |       |                 | Diváci: 6 024 Rozhodčí: Pavel Franěk   |  |  |
|                       |                                    |       |                 |                                        |  |  |

| 3. kolo 9. srpna 2009 | SK Slavia Praha              | 3 – 1 | FK Bohemians Praha | Eden, Praha                            |  |  |
| 19:00 CET             | Zdeněk Šenkeřík 3', 27', 74' |       | 64' Peter Očovan   | Diváci: 9 485 Rozhodčí: Tomáš Kocourek |  |  |
|                       |                              |       |                    |                                        |  |  |

| 4. kolo 15. srpna 2009 | SK České Budějovice | 0 – 1 | SK Slavia Praha    | Střelecký ostrov, Č. Budějovice      |  |  |
| 18:15 CET              |                     |       | 22' Jaroslav Černý | Diváci: 4 812 Rozhodčí: Radek Kocián |  |  |
|                        |                     |       |                    |                                      |  |  |

| 5. kolo 23. srpna 2009 | FK Teplice             | 1 – 1 | SK Slavia Praha    | Na Stínadlech, Teplice             |  |  |
| 17:00 CET              | Vlastimil Stožický 17' |       | 41' Jaroslav Černý | Diváci: 10 690 Rozhodčí: Jiří Jech |  |  |
|                        |                        |       |                    |                                    |  |  |

| 6. kolo 31. srpna 2009 | SK Slavia Praha                                          | 3 – 0 | 1. FC Slovácko | Eden, Praha                           |  |  |
| 19:30 CET              | Zdeněk Šenkeřík 45' Ondřej Čelůstka 47' Adam Hloušek 85' |       |                | Diváci: 12 382 Rozhodčí: Pavel Franěk |  |  |
|                        |                                                          |       |                |                                       |  |  |

| 7. kolo 12. září 2009 | FC Slovan Liberec          | 1 – 1 | SK Slavia Praha  | Stadion u Nisy, Liberec                |  |  |
| 20:00 CET             | Theodor Gebre Selassie 19' |       | 10' Adam Hloušek | Diváci: 6 031 Rozhodčí: Pavel Královec |  |  |
|                       |                            |       |                  |                                        |  |  |

| 8. kolo 21. září 2009 | SK Slavia Praha                          | 3 – 1 | FC Baník Ostrava | Eden, Praha                        |  |  |
| 17:30 CET             | Adam Hloušek 44', 64' Peter Grajciar 89' |       | 35' Martin Lukeš | Diváci: 12 092 Rozhodčí: Jiří Adam |  |  |
|                       |                                          |       |                  |                                    |  |  |

| 9. kolo 26. září 2009 | Bohemians 1905   | 1 – 1 | SK Slavia Praha         | Ďolíček, Praha                         |  |  |
| 19:45 CET             | Jan Štohanzl 69' |       | 63' (pen) Tijani Belaid | Diváci: 7 500 Rozhodčí: Dagmar Damková |  |  |
|                       |                  |       |                         |                                        |  |  |

| 10. kolo 3. října 2009 | SK Slavia Praha | 0 – 1 | AC Sparta Praha   | Eden, Praha                        |  |  |
| 17:30 CET              |                 |       | 28' Bony Wilfried | Diváci: 19 370 Rozhodčí: Jiří Jech |  |  |
|                        |                 |       |                   |                                    |  |  |

| 11. kolo 17. října 2009 | SK Kladno | 0 – 2 | SK Slavia Praha       | Stadion Františka Kloze, Kladno        |  |  |
| 17:00 CET               |           |       | 14', 78' Riste Naumov | Diváci: 2 680 Rozhodčí: Jaroslav Bílek |  |  |
|                         |           |       |                       |                                        |  |  |

| 12. kolo 26. října 2009 | SK Slavia Praha  | 1 – 2 | SK Sigma Olomouc                 | Eden, Praha                           |  |  |
| 17:30 CET               | Adam Hloušek 33' |       | 3' Tomáš Hořava 30' Pavel Šultes | Diváci: 9 159 Rozhodčí: Libor Kovařík |  |  |
|                         |                  |       |                                  |                                       |  |  |

| 13. kolo 31. října 2009 | 1. FK Příbram    | 1 – 0 | SK Slavia Praha | Na Litavce, Příbram                      |  |  |
| 16:00 CET               | Marek Plašil 75' |       |                 | Diváci: 3 962 Rozhodčí: Drahoslav Drábek |  |  |
|                         |                  |       |                 |                                          |  |  |

| 14. kolo 9. listopadu 2009 | SK Slavia Praha | 0 – 0 | FC Viktoria Plzeň | Eden, Praha                          |  |  |
| 17:30 CET                  |                 |       |                   | Diváci: 8 491 Rozhodčí: Tomáš Adámek |  |  |
|                            |                 |       |                   |                                      |  |  |

| 15. kolo 21. listopadu 2009 | FK Baumit Jablonec | 1 – 1 | SK Slavia Praha  | Chance Arena, Jablonec nad Nisou  |  |  |
| 19:00 CET                   | Tomáš Čížek 3'     |       | 31' Riste Naumov | Diváci: 4 812 Rozhodčí: Jiří Adam |  |  |
|                             |                    |       |                  |                                   |  |  |

| 16. kolo 21. listopadu 2009 | SK Slavia Praha             | 3 – 1 | 1. FC Brno      | Eden, Praha                       |  |  |
| CET                         | Rudolf Skácel 31', 42', 48' |       | 5' Tomáš Polách | Diváci: 7 629 Rozhodčí: Jan Jílek |  |  |
|                             |                             |       |                 |                                   |  |  |

#### Jarní část
| 17. kolo 27. února 2010 | FK Bohemians Praha | 0 – 1 | SK Slavia Praha    | Stadion Evžena Rošického, Praha |  |  |
| 18:20 CET               |                    |       | 28' Peter Grajciar | Rozhodčí: Radek Příhoda         |  |  |
|                         |                    |       |                    |                                 |  |  |

| 18. kolo 8. března 2010 | SK Slavia Praha                        | 3 – 2 | SK České Budějovice                  | Eden, Praha                         |  |  |
| 17:30 CET               | Stanislav Vlček 3', 44' Petr Janda 33' |       | 26' Peter Čermák 39' Zdeněk Ondrášek | Diváci: 7334 Rozhodčí: Pavel Franěk |  |  |
|                         |                                        |       |                                      |                                     |  |  |

| 19. kolo 13. března 2010 | SK Slavia Praha | 0 – 0 | FK Teplice | Eden, Praha                             |  |  |
| 18:20 CET                |                 |       |            | Diváci: 8761 Rozhodčí: Miroslav Zelinka |  |  |
|                          |                 |       |            |                                         |  |  |

| 20. kolo 22. března 2010 | 1. FC Slovácko                                            | 3 – 1 | SK Slavia Praha | Městský fotbalový stadion Miroslava Valenty, Uherské Hradiště |  |  |
| 17:30 CET                | Lukáš Fujerik 14' Ilja Nestoroski 26' Václav Ondřejka 74' |       | 8' Petr Trapp   | Diváci: 6100 Rozhodčí: Jan Jílek                              |  |  |
|                          |                                                           |       |                 |                                                               |  |  |

| 21. kolo 25. března 2010 | SK Slavia Praha | 0 – 2 | FC Slovan Liberec                | Eden, Praha                             |  |  |
| 19:00 CET                |                 |       | 19' Andrej Kerić 25' Lovre Vulin | Diváci: 7418 Rozhodčí: Drahoslav Drábek |  |  |
|                          |                 |       |                                  |                                         |  |  |

| 22. kolo 29. března 2010 | FC Baník Ostrava                              | 3 – 1 | SK Slavia Praha | Bazaly, Ostrava                   |  |  |
| 17:30 CET                | Matěj Vydra 7' René Bolf 22' Tomáš Mičola 65' |       | 34' Petr Trapp  | Diváci: 10055 Rozhodčí: Jiří Jech |  |  |
|                          |                                               |       |                 |                                   |  |  |

| 23. kolo 5. dubna 2010 | SK Slavia Praha                        | 3 – 0 | Bohemians 1905 | Eden, Praha                          |  |  |
| 15:30 CET              | Peter Grajciar 71', 78' Petr Trapp 83' |       |                | Diváci: 13441 Rozhodčí: Tomáš Adámek |  |  |
|                        |                                        |       |                |                                      |  |  |

| 24. kolo 12. dubna 2010 | AC Sparta Praha  | 1 – 0 | SK Slavia Praha | AXA Arena, Praha                     |  |  |
| 17:30 CET               | Libor Sionko 39' |       |                 | Diváci: 18639 Rozhodčí: Pavel Franěk |  |  |
|                         |                  |       |                 |                                      |  |  |

| 25. kolo 18. dubna 2010 | SK Slavia Praha | 0 – 0 | SK Kladno | Eden, Praha                          |  |  |
| 17:00 CET               |                 |       |           | Diváci: 8633 Rozhodčí: Libor Kovařík |  |  |
|                         |                 |       |           |                                      |  |  |

| 26. kolo 25. dubna 2010 | SK Sigma Olomouc                        | 3 – 1 | SK Slavia Praha     | Andrův stadion, Olomouc               |  |  |
| 17:00 CET               | Michal Hubník 70', 80' Pavel Šultes 64' |       | 24' Mirko Ivanovski | Diváci: 6037 Rozhodčí: Jaroslav Bílek |  |  |
|                         |                                         |       |                     |                                       |  |  |

| 27. kolo 2. května 2010 | SK Slavia Praha                                      | 3 – 0 | 1. FK Příbram | Eden, Praha                         |  |  |
| 16:00 CET               | Matej Krajčík 54' James Dens 57' Jan Zákostelský 62' |       |               | Diváci: 4799 Rozhodčí: Karel Hrubeš |  |  |
|                         |                                                      |       |               |                                     |  |  |

| 28. kolo 5. května 2010 | FC Viktoria Plzeň                                                    | 4 – 2 | SK Slavia Praha         | Stadion města Plzně, Plzeň           |  |  |
| 17:30 CET               | Daniel Kolář 23' Jan Rezek 50' David Střihavka 60' Pavel Horváth 66' |       | 5', 35' Mirko Ivanovski | Diváci: 3953 Rozhodčí: Radek Příhoda |  |  |
|                         |                                                                      |       |                         |                                      |  |  |

| 29. kolo 8. května 2010 | SK Slavia Praha | 0 – 3 | FK Baumit Jablonec                                   | Eden, Praha                           |  |  |
| 17:30 CET               |                 |       | 26' Tomáš Pekhart 39' Marek Jarolím 75' David Lafata | Diváci: 4605 Rozhodčí: Dagmar Damková |  |  |
|                         |                 |       |                                                      |                                       |  |  |

| 30. kolo 15. května 2010 | FK Mladá Boleslav | 0 – 1 | SK Slavia Praha          | Městský stadion, Mladá Boleslav      |  |  |
| 17:30 CET                |                   |       | 51' (pen) Jaroslav Černý | Diváci: 2820 Rozhodčí: Libor Kovařík |  |  |
|                          |                   |       |                          |                                      |  |  |

### Ondrášovka Cup

#### Jednozápasová kola
| 2. kolo (1/64) 3. září 2009 | FK Arsenal Česká Lípa              | 2 – 4 | SK Slavia Praha                                                        | Městský stadion u Ploučnice, Česká Lípa |  |  |
| 17:00 CET                   | David Procházka 16' Petr Šafář 56' |       | 39', 60' Dušan Vasiljević 66' Ladislav Volešák 69' (pen) Tijani Belaid | Diváci: 3 000 Rozhodčí: Jaroslav Bílek  |  |  |
|                             |                                    |       |                                                                        |                                         |  |  |

| 3. kolo (1/32) 8. října 2009                                            | FC Buldoci Karlovy Vary | 1 – 1 (4 – 5 pen)                                                            | SK Slavia Praha            | Stadion AC Start, Karlovy Vary  |  |  |
| 16:00 CET                                                               | Marián Geňo 41'         |                                                                              | 60' (vl.) Zbyněk Vondráček | Diváci: 800 Rozhodčí: Jiří Adam |  |  |
|                                                                         |                         | Penaltový rozstřel                                                           |                            |                                 |  |  |
| Karel Tichota Tomáš Oslovič Michal Kubice Martin Psohlavec Petr Janáček | 4 – 5                   | Vladimír Šmicer Peter Grajciar Stanislav Vlček Goce Toleski Dušan Vasiljević |                            |                                 |  |  |
|                                                                         |                         |                                                                              |                            |                                 |  |  |

#### Osmifinále
| První zápas 14. listopadu 2009 | MFK Karviná       | 1 – 0 | SK Slavia Praha | Městský stadion, Karviná             |  |  |
| 14:00 CET                      | Marcel Pavlík 11' |       |                 | Diváci: 4517 Rozhodčí: Radek Příhoda |  |  |
|                                |                   |       |                 |                                      |  |  |

| Odveta 25. listopadu 2009 | SK Slavia Praha                     | 2 – 0 (2 – 1 celkově) | MFK Karviná | Eden, Praha                          |  |  |
| 17:30 CET                 | Adam Hloušek 3' Zdeněk Šenkeřík 61' |                       |             | Diváci: 2 829 Rozhodčí: Karel Hrubeš |  |  |
|                           |                                     |                       |             |                                      |  |  |

#### Čtvrtfinále
| První zápas 1. dubna 2010 | SK Slavia Praha | 1 – 0 | AC Sparta Praha | Eden, Praha                           |  |  |
| 19:00 CET                 | Milan Černý 16' |       |                 | Diváci: 7439 Rozhodčí: Dagmar Damková |  |  |
|                           |                 |       |                 |                                       |  |  |

| Odveta 15. dubna 2010 | AC Sparta Praha | 0 – 1 (0 – 2 celkově) | SK Slavia Praha         | Generali Arena, Praha             |  |  |
| 20:00 CET             |                 |                       | 8' (pen) Jaroslav Černý | Diváci: 10577 Rozhodčí: Jiří Adam |  |  |
|                       |                 |                       |                         |                                   |  |  |

#### Semifinále
| První zápas 21. dubna 2010 | FK Baumit Jablonec      | 1 – 0 | SK Slavia Praha | Chance Arena, Jablonec nad Nisou        |  |  |
| 17:00 CET                  | Marek Jarolím 90' (pen) |       |                 | Diváci: 2485 Rozhodčí: Drahoslav Drábek |  |  |
|                            |                         |       |                 |                                         |  |  |

| Odveta 28. dubna 2010                                         | SK Slavia Praha                         | 2 – 1 (2 – 2 celkově) | FK Baumit Jablonec | Eden, Praha                         |  |
| 19:15 CET                                                     | Jaroslav Černý 57' (pen) Petr Trapp 88' |                       | 37' David Lafata   | Diváci: 3573 Rozhodčí: Robert Hájek |  |
| Poznámky: Slavia byla vyřazena přes Pravidlo venkovních gólů. |                                         |                       |                    |                                     |  |

### Liga mistrů UEFA

#### 3. předkolo
| První zápas 29. července 2009 | FC Sheriff Tiraspol | 0 – 0 | SK Slavia Praha | Stadion Sheriff, Tiraspol           |  |  |
| 19:00 CET                     |                     |       |                 | Diváci: 10 820 Rozhodčí: Alan Kelly |  |  |
|                               |                     |       |                 |                                     |  |  |

| Odveta 5. srpna 2009                                                             | SK Slavia Praha  | 1 – 1 (1 – 1 celkově) | FC Sheriff Tiraspol           | Eden, Praha                              |  |
| 20:00 CET                                                                        | Adam Hloušek 15' |                       | 90' (+3) José Ferreira Nadson | Diváci: 13 483 Rozhodčí: Gianluca Rocchi |  |
| Poznámky: Slavia byla vyřazena přes pravidlo gólů vstřelených na hřišti soupeře. |                  |                       |                               |                                          |  |

### Evropská liga UEFA

#### 4. předkolo — Play Off
| První zápas 20. srpna 2009 | SK Slavia Praha                              | 3 – 0 | FK Crvena zvezda | Eden, Praha                            |  |  |
| 20:00                      | Zdeněk Šenkeřík 34', 65' Stanislav Vlček 81' |       |                  | Diváci: 12 625 Rozhodčí: Paul Allaerts |  |  |
|                            |                                              |       |                  |                                        |  |  |

| Odveta 27. srpna 2009 | FK Crvena zvezda | 2 – 1 (2 – 4 celkově) | SK Slavia Praha | Marakana, Bělehrad                         |  |  |
| 20:30                 |                  |                       |                 | Diváci: 35 000 Rozhodčí: Thorsten Kinhöfer |  |  |
|                       |                  |                       |                 |                                            |  |  |

#### Skupinová fáze
| Team            | Z | V | R | P | VG | OG | GR | B  |
| --------------- | - | - | - | - | -- | -- | -- | -- |
| Valencia CF     | 6 | 3 | 3 | 0 | 12 | 8  | +4 | 12 |
| Lille OSC       | 6 | 3 | 1 | 2 | 15 | 9  | +6 | 10 |
| Genoa CFC       | 6 | 2 | 1 | 3 | 8  | 10 | -2 | 7  |
| SK Slavia Praha | 6 | 0 | 3 | 3 | 5  | 13 | -8 | 3  |

|                 | SLA   | GEN   | LOSC  | VAL   |
| --------------- | ----- | ----- | ----- | ----- |
| SK Slavia Praha | –     | 0 – 0 | 1 – 5 | 2 – 2 |
| Genoa CFC       | 2 – 0 | –     | 3 – 2 | 1 – 2 |
| Lille OSC       | 3 – 1 | 3 – 0 | –     | 1 – 1 |
| Valencia CF     | 1 – 1 | 3 – 2 | 3 – 1 | –     |

| 1. hrací den 17. září 2009 | Genoa CFC                             | 2 – 0 | SK Slavia Praha | Stadio Luigi Ferraris, Janov                    |  |  |
| 19:00                      | Alberto Zapater 4' Giuseppe Sculi 39' |       |                 | Diváci: 20 629 Rozhodčí: Moreira Neves de Sousa |  |  |
|                            |                                       |       |                 |                                                 |  |  |

| 2. hrací den 1. října 2009 | SK Slavia Praha        | 1 – 5 | Lille OSC                                                                        | Eden, Praha                                  |  |  |
| 21:05                      | Tijani Belaid 6' (pen) |       | 85', 90' Gervinho 47' (vl.) Marek Suchý 71' Pierre-Alain Frau 88' Arnaud Souquet | Diváci: 9 158 Rozhodčí: Robert Schörgenhofer |  |  |
|                            |                        |       |                                                                                  |                                              |  |  |

| 3. hrací den 22. října 2009 | Valencia CF       | 1 – 1 | SK Slavia Praha  | Estadio Mestalla, Valencie              |  |  |
| 21:05                       | David Navarro 64' |       | 27' Riste Naumov | Diváci: 20 000 Rozhodčí: Serge Gumienny |  |  |
|                             |                   |       |                  |                                         |  |  |

| 4. hrací den 5. listopadu 2009 | SK Slavia Praha                   | 2 – 2 | Valencia CF                           | Eden, Praha                                |  |  |
| 19:00                          | Petr Janda 79' Peter Grajciar 82' |       | 22' (pen) Joaquín 47' Hedwiges Maduro | Diváci: 10 624 Rozhodčí: Svein Oddvar Moen |  |  |
|                                |                                   |       |                                       |                                            |  |  |

| 5. hrací den 2. prosince 2009 | SK Slavia Praha | 0 – 0 | Genoa CFC | Eden, Praha                           |  |  |
| 21:05                         |                 |       |           | Diváci: 11 799 Rozhodčí: Knut Kircher |  |  |
|                               |                 |       |           |                                       |  |  |

| 6. hrací den 17. prosince 2009 | Lille OSC                                          | 3 – 1 | SK Slavia Praha     | Stadium Lille-Metropole, Lille |  |  |
| 19:00                          | Yohan Cabaye 25' Gervinho 40' Ludovic Obraniak 80' |       | 56' Stanislav Vlček | Rozhodčí: Hannes Kaasik        |  |  |
|                                |                                                    |       |                     |                                |  |  |